# Osto Lucrezio Tricipitino
Osto Lucrezio Tricipitino (Roma, ... – ...; fl. V secolo a.C.) è stato un politico romano del V secolo a.C.

## Consolato
Nel 429 a.C. fu eletto con Lucio Sergio Fidenate al suo secondo consolato.
(Tito Livio, Ab Urbe condita, IV, 2, 25)